# Campeonato de España de Ciclismo en Ruta 1997
El XCVI Campeonato de España de Ciclismo en Ruta se disputó en Melilla el 29 de junio de 1997 sobre 203 km. Participaron 77 corredores y solo 28 terminaron el recorrido.

## Organización y antecedentes
Organizó la carrera la Federación de Ciclismo de Melilla, con la ayuda de la Asamblea Autónoma y la colaboración de Unipublic. 
La prueba se disputó sobre un circuito semiurbano, al que debían dar 14 vueltas. La salida y la meta estaban situadas en el Paseo Marítimo de Melilla.
La dureza del circuito obligó al jurado técnico a reducir en dos las 16 vueltas inicialmente previstas. En el trayecto destacaban dos repechos con un 16% de pendiente, y otros dos con un 11%. 
Debido a esos fuertes repechos, el abanico de corredores favoritos se reducía considerablemente. Los posibles ganadores tenían que ser ciclistas en buena forma y con un buen equipo. Posiblemente Abraham Olano partía como principal favorito a la victoria.

## Carrera
La carrera fue dura, aunque muy táctica, precisamente por lo exigente del circuito. Los favoritos dejaron todo para el final, en espera de hacer la selección en las últimas subidas a Rostrogordo, el repecho del 16%.
El campeonato empezó muy lento, con un discreto control de los equipos Banesto y ONCE; hasta que en el quinto paso por las rampas de los Pinares de Rostrogordo donde atacó Iñigo González de Heredia, quien estuvo escapado hasta la décima vuelta.
En las últimas vueltas se decidió la carrera. Atacó Alberto Leanizbarrutia, lo que provocó la contraofensiva de los Banesto. Así, se fueron Ángel Casero y Chava Jiménez, lo que hizo que los ONCE tuvieran que trabajar fuerte durante los 15 km que duró la fuga.
Este trabajo les pasó factura a los de Manolo Saiz, sobre todo a David Etxebarría y a Mikel Zarrabeitia, que no pudieron responder a un nuevo ataque de Jiménez. A éste solo le pudo seguir César Solaun, del Euskadi. Faltaban dos vueltas para la conclusión.
Los dos corredores se entendieron a la perfección y llegaron al sprint final con una cómoda ventaja. Arrancó el vasco, pero Jiménez estaba pletórico y le remontó sin dificultad.

## Clasificación
| \| 1 \| \| José María Jiménez \| Banesto \| 5h 41' 23" \| \| 2 \| \| César Solaun \| Euskadi \| m.t. \| \| 3 \| \| David Etxebarría \| ONCE \| a 35" \| \| 4 \| \| Marcos Serrano \| Kelme \| m.t. \| \| 5 \| \| Abraham Olano \| Banesto \| m.t. \| \| 6 \| \| José Luis Arrieta \| Banesto \| m.t. \| \| 7 \| \| Ángel Casero \| Banesto \| m.t. \| \| 8 \| \| Óscar López Uriarte \| Euskadi \| m.t. \| \| 9 \| \| Félix García Casas \| Festina \| m.t. \| \| 10 \| \| Roberto Laiseka \| Euskadi \| m.t. \| |  |                     |         |            |
| 1 |  | José María Jiménez  | Banesto | 5h 41' 23" |
| 2 |  | César Solaun        | Euskadi | m.t.       |
| 3 |  | David Etxebarría    | ONCE    | a 35"      |
| 4 |  | Marcos Serrano      | Kelme   | m.t.       |
| 5 |  | Abraham Olano       | Banesto | m.t.       |
| 6 |  | José Luis Arrieta   | Banesto | m.t.       |
| 7 |  | Ángel Casero        | Banesto | m.t.       |
| 8 |  | Óscar López Uriarte | Euskadi | m.t.       |
| 9 |  | Félix García Casas  | Festina | m.t.       |
| 10 |  | Roberto Laiseka     | Euskadi | m.t.       |